# Light After Dark
Light After Dark es el álbum debut de la artista británica Clare Maguire.

## Composición
Clare Maguire trabajó solamente junto al productor y compositor Fraser T. Smith con la excepción de Freedom producido por el productor alemán Crada y el compositor Parallel. La precompra en iTunes de la canción "Burn" fue producida por Starsmith.
Trabajó con Aitken Jolly, fotógrafa profesional, para el artwork de su disco.

## Canciones
Maguire anunciaba en su página web las canciones que compondrían este álbum de debut.
| Original edition |                                 |                                                   |          |  |
| N.º              | Título                          | Escritor(es)                                      | Duración |  |
| 1.               | «Are You Ready?»                | Clare Maguire, Fraser T. Smith                    | 0:57     |  |
| 2.               | «The Shield and the Sword»      | Maguire, Smith                                    | 3:32     |  |
| 3.               | «The Last Dance»                | Maguire, Smith                                    | 3:34     |  |
| 4.               | «Freedom»                       | Crada, Parallel Music Group (Alexander, Akintola) | 3:21     |  |
| 5.               | «I Surrender»                   | Maguire, Smith                                    | 3:45     |  |
| 6.               | «Bullet»                        | Maguire, Smith                                    | 3:28     |  |
| 7.               | «The Happiest Pretenders»       | Maguire, Smith                                    | 3:56     |  |
| 8.               | «Sweet Lie»                     | Maguire, Smith                                    | 3:56     |  |
| 9.               | «Break These Chains»            | Maguire, Smith                                    | 3:34     |  |
| 10.              | «You're Electric»               | Maguire, Smith                                    | 3:57     |  |
| 11.              | «Ain't Nobody»                  | Maguire, Smith                                    | 3:56     |  |
| 12.              | «Light After Dark»              | Maguire, Smith                                    | 3:58     |  |
| 13.              | «This Is Not The End»           | Maguire, Smith                                    | 3:21     |  |
| 14.              | «Lucky» (iTunes bonus track)    | Maguire, Smith                                    | 3:34     |  |
| 15.              | «Burn» (iTunes pre-order track) | Maguire, Starsmith                                | 3:14     |  |